# Universo de Memórias João Carlos Abreu
O Centro Cívico e Cultural de Santa Clara - Universo de Memórias de João Carlos Nunes Abreu foi criado para albergar a coleção doada por João Carlos Nunes Abreu — jornalista, escritor, gestor, diretor hoteleiro e antigo Secretário Regional do Turismo e Cultura — à Região Autónoma da Madeira. Encontra-se instalado numa casa do último quartel do século XIX, na Calçada do Pico, no Funchal, que foi adquirida pelo Governo Regional em 2001. A casa foi construída por Francisco Simão, filho bastardo do pai da Condessa da Calçada. Fica perto do Convento de Santa Clara e do Museu Quinta das Cruzes. O palacete inclui uma biblioteca, um auditório e uma casa de chá.
Foi inaugurado no dia 1 de setembro de 2003

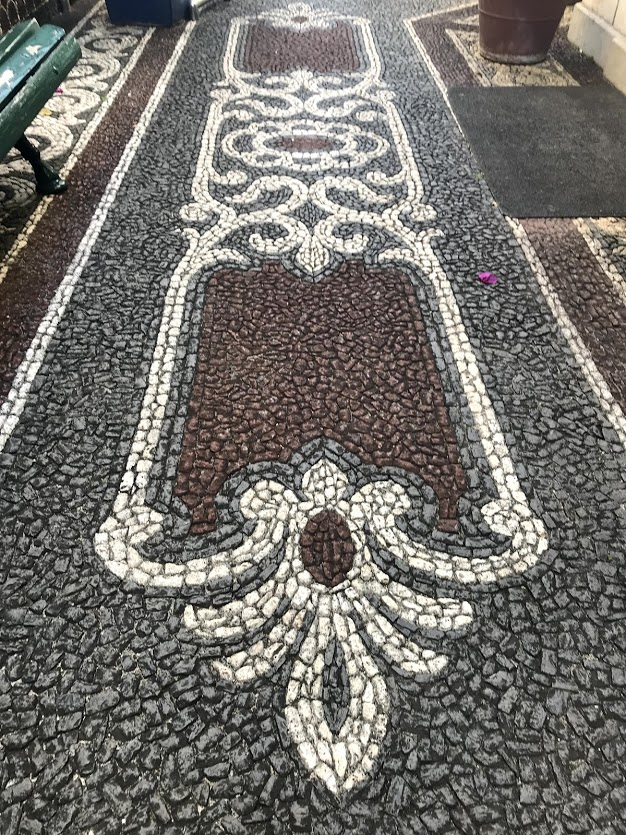
Aspecto do trabalho de calçada no interior do palácio de Santa Clara.
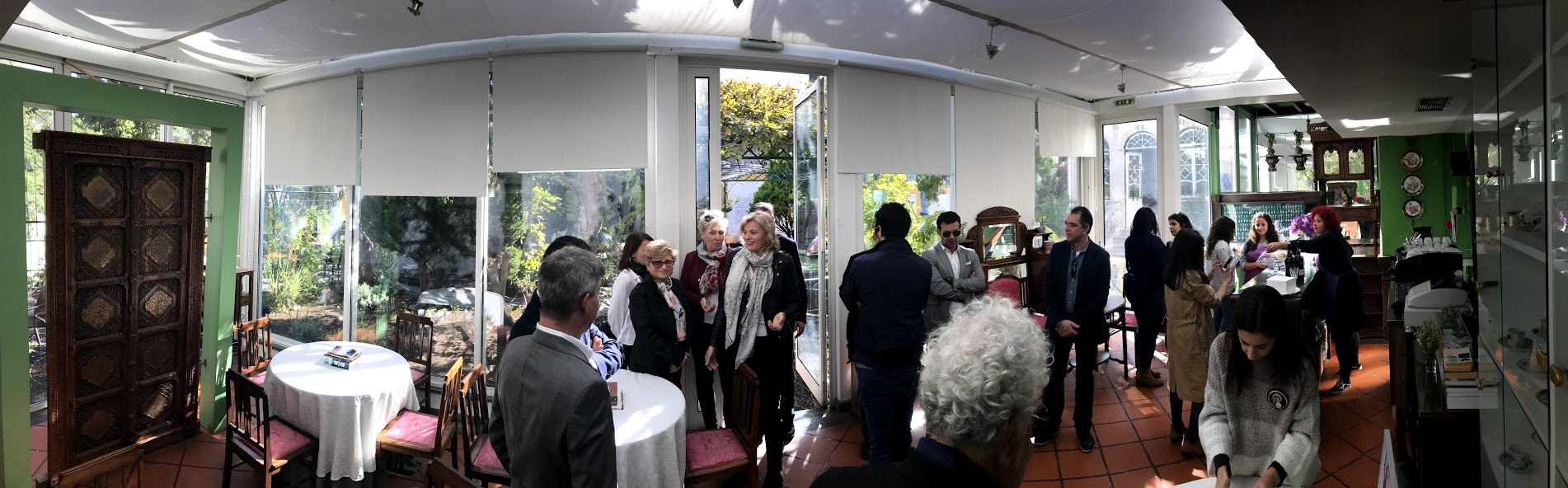
Aspecto da casa de chá que existe no jardim da casa museu - Universo de Memórias de João Carlos Nunes Abreu.
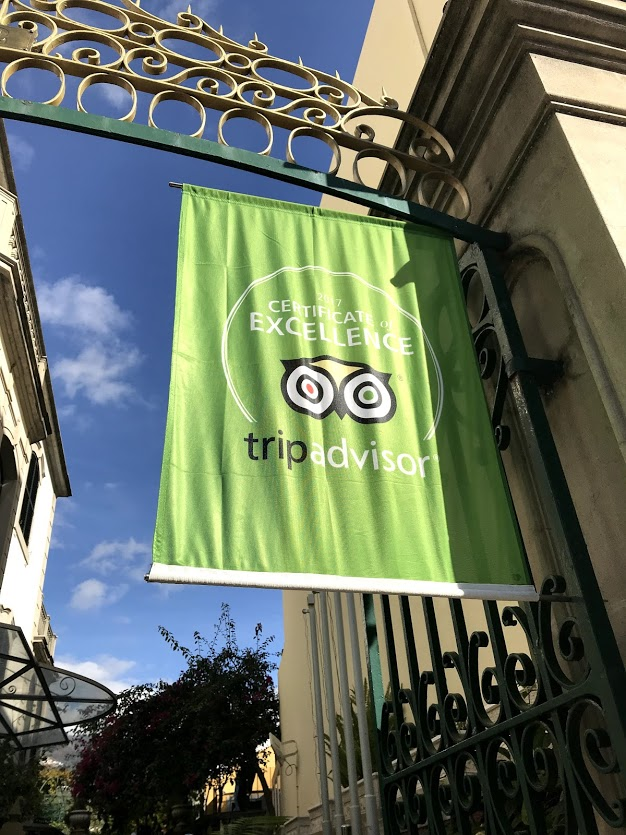
Logo à entrada do centro vemos em destaque uma bandeira do portal Tripadvisor para a excelência desta casa museu.